# Дмитриевский, Михаил Михайлович
Михаил Михайлович Дмитриевский (1 [13] сентября 1845, Астрахань — 29 марта 1932, Пермь, Уральская область) — российский педагог, директор Алексеевского реального училища (Пермь) в 1882—1907 годах.

## Биография

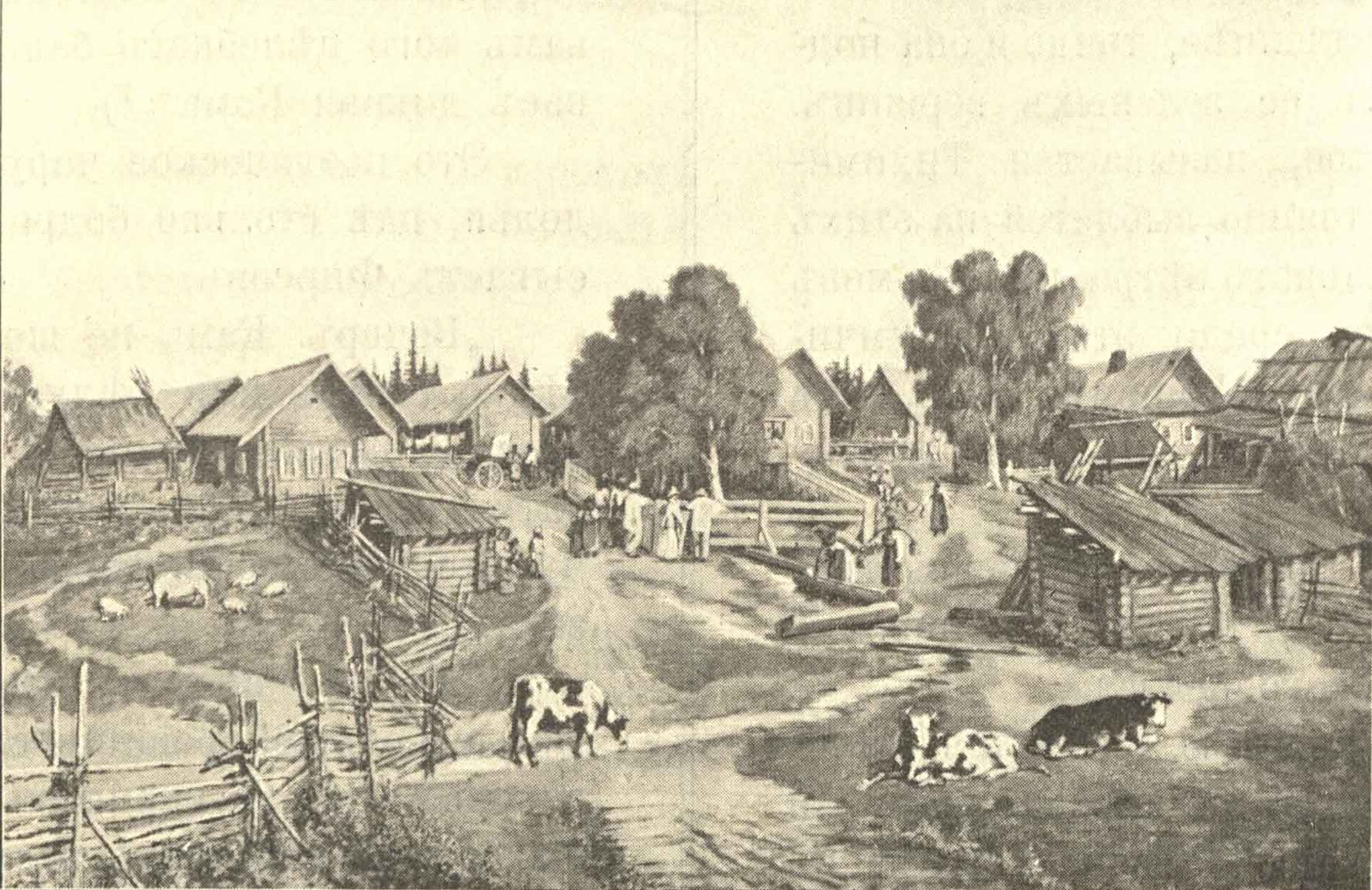
Т.Ф. Меркурьев «Исток реки Камы, село Кулиги, Глазовского уезда» М.М. Дмитриевский с супругой и преподавателями училища

Михаил Михайлович родился 1 сентября 1845 года в Астрахани в семье учителя Астраханской гимназии. Отец Михаил Степанович Дмитриевский (— 1877). С отличием окончил гимназию в Самаре.
В 1867 году окончил физико-математический факультет Казанского университета. В 1867—1875 годах работал учителем в Казанском земледельческом училище.
В 1875 году вместе с 20 преподавателями был командирован в Германию министерством народного просвещения для изучения европейской системы образования, обеспечивавшей кадрами промышленность. В 1875—1877 годах проходил обучение в политехникуме города Аахен, затем вернулся в Казань. Работал учителем химии в Казанской гимназии и Казанском реальном училище.
Коллежский советник Михаил Михайлович обвенчался 08.02.1884 в возрасте 38 лет на 22-летней дочери тайного советника директора Пермской мужской гимназии Ивана Фроловича Грацинского Марии Ивановны. У них родились три дочери (по образованию агроном и преподаватель) и два сына (инженеры пути сообщения).
В 1885 году Михаил Михайлович вместе супругой совершил поездку по Европе, побывали в Германии, Франции и Швейцарии. На обратном пути Михаил Михайлович заболел, поэтому ему пришлось возвращаться в кибитке по заснеженному Владимирскому тракту. Дмитриевский любил путешествовать по Уралу, особенно летом по Волге и Каме на пароходах всей семьей. В одном из путешествий в 1880-е годы к истокам Камы, совершённого Михаилом Михайловичем с супругой и несколькими преподавателями реального училища, был учитель рисования, художник Трофим Флорентьевич Меркурьев. В путешествии он написал картину «Исток реки Камы, село Кулиги, Глазовского уезда», на которой изображена вся компания и сам Михаил Михайлович.
В 1900-х годах был председателем педагогического совета Пермской прогимназии, затем частной женской гимназии, а при его деятельном участии было организовано пермское отделение УОЛЕ. В 1907 году по собственному желанию ушёл в отставку и вместе с семьёй, по предложению Александра Александровича Пушкина, переехал в Москву. При этом каждое лето семья отдыхала на даче в Нижних Курьях. В 1898 году являлся товарищем председателя Пермского отделения Императорского Русского технического общества.
После освобождения города от колчаковцев в 1919 году вернулся в Пермь. В 1920 году от сыпного тифа умерла супруга Мария Ивановна и младшая дочь Татьяна Михайловна. Михаил Михайлович скончался 29 марта 1932 года в Перми, в возрасте 86 лет.

## Алексеевское реальное училище в Перми
В 1882 году Михаил Михайлович возглавил Алексеевское реальное училище в Перми в должности директора. Открыл при училище горнозаводское отделение, в котором выпускники училища получали звание «горного техника» и командировались на уральские заводы.

## Уральская экспедиция Д. И. Менделеева
В июне 1899 года принимал участие в уральской экспедиции Д. И. Менделеева, что отмечено в книге «Уральская железная промышленность в 1899 году».